# Betula schmidtii
Betula schmidtii là một loài thực vật có hoa trong họ Betulaceae. Loài này được Regel mô tả khoa học đầu tiên năm 1865.

## Hình ảnh

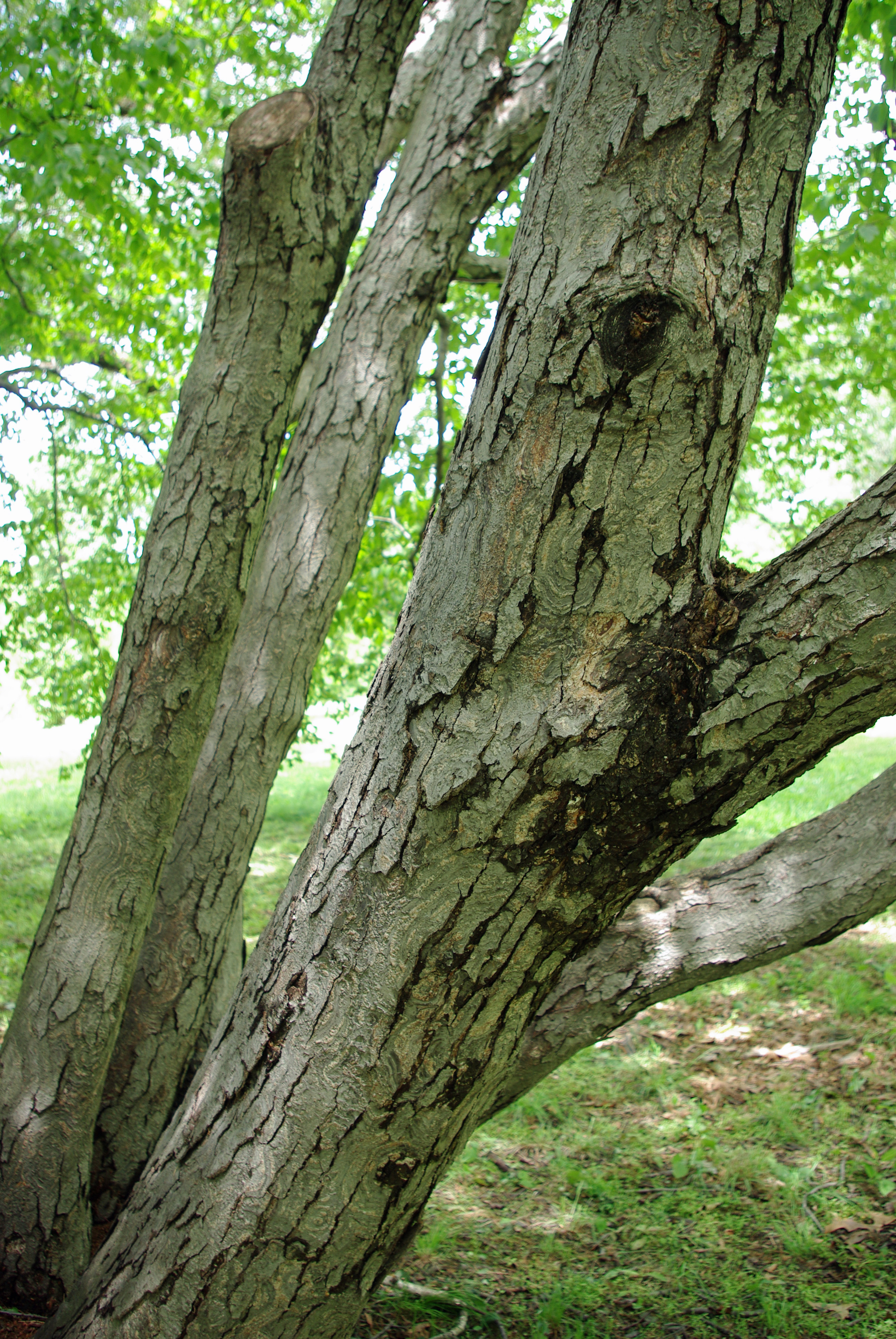
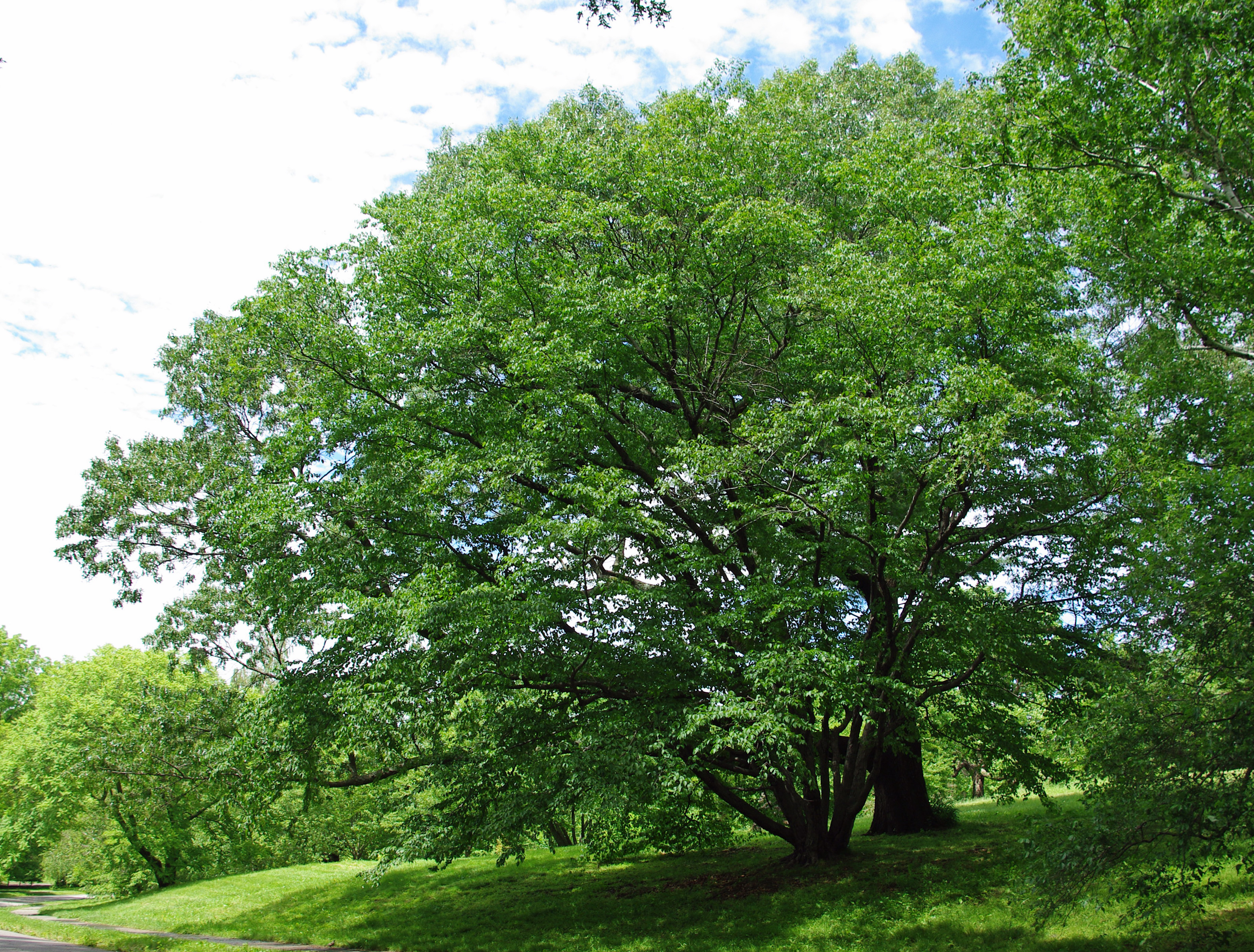
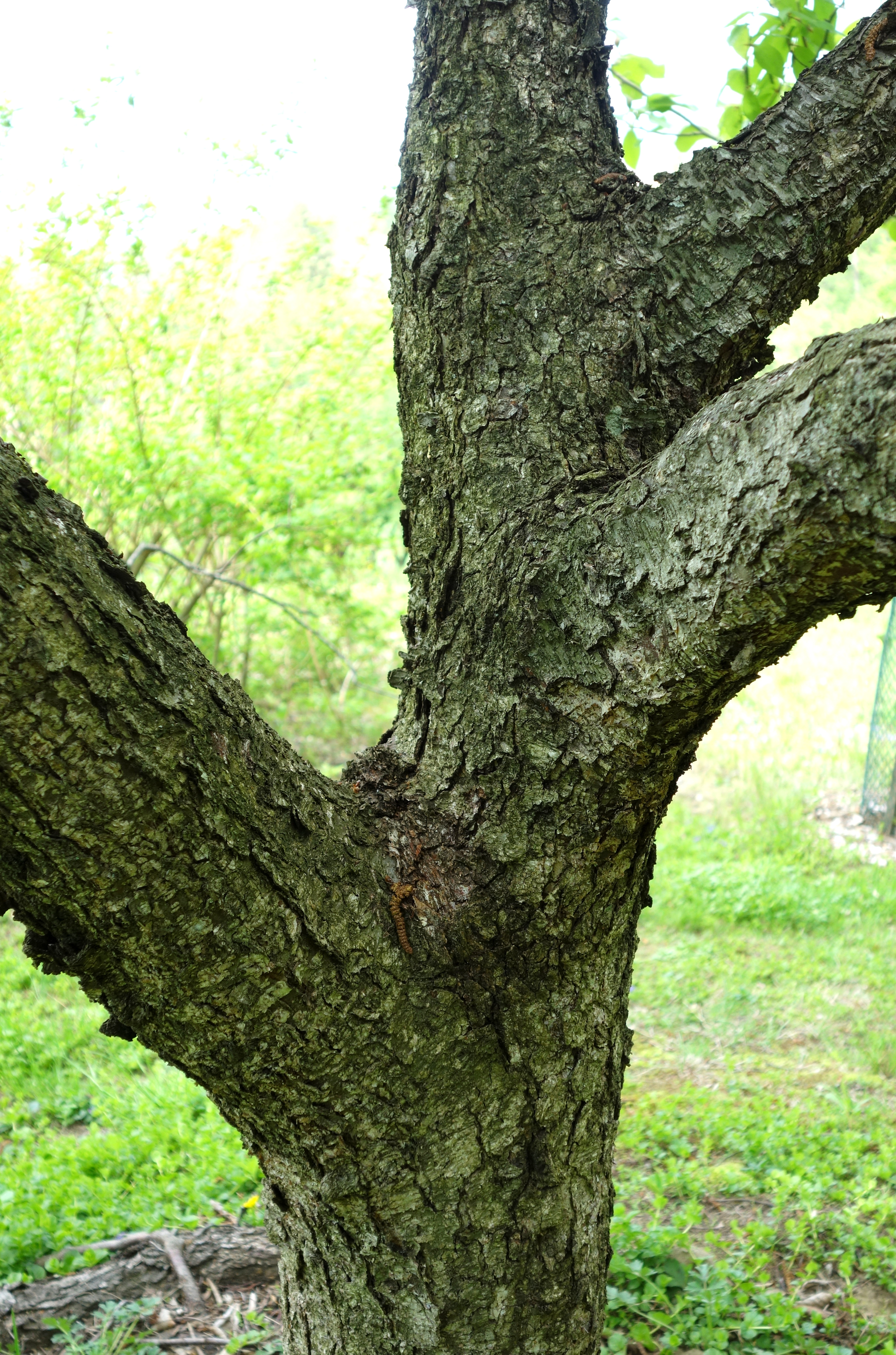
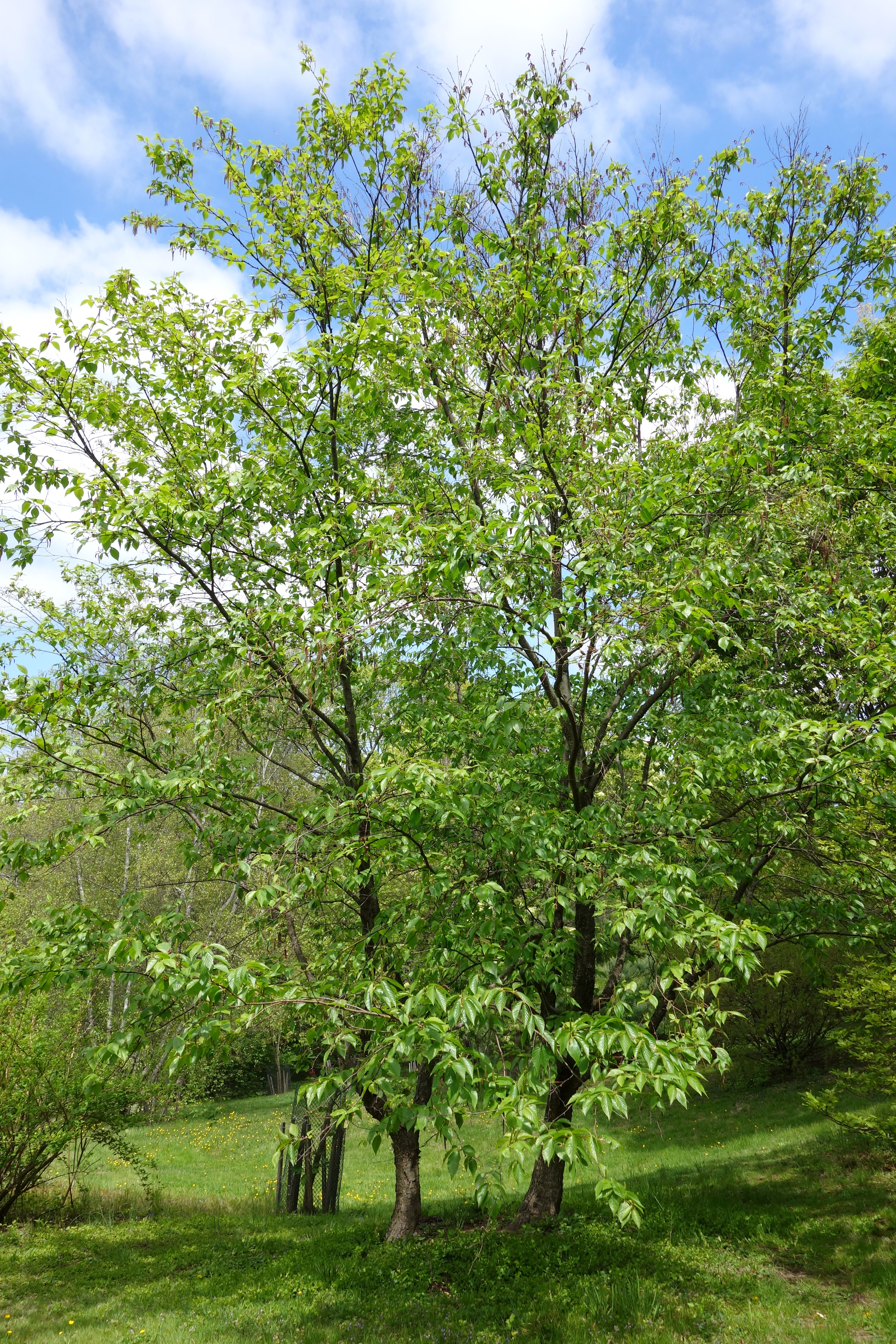